# エリック・ガルシア
エリック・ガルシア（Eric Garcia、1973年 - ）は、フロリダ州マイアミ生まれのアメリカ合衆国の作家。リドリー・スコット監督によるニコラス・ケイジ主演の映画「マッチスティック・メン」の作者などとして知られている。
コーネル大学で英語と映画を学び、南カリフォルニア大学へ転籍した。
現在は南カリフォルニアに妻と二人の娘、犬とともに在住。

## 著作一覧

### 「恐竜探偵ヴィンセント・ルビオ」シリーズ
- さらば、愛しき鉤爪 Anonymous Rex (1999)
  - 日本語訳：酒井昭伸 訳、ソニー・マガジンズ（ヴィレッジブックス）、2001年、ISBN ISBN 978-4-86332-633-0
  - 絶滅したと思われていた恐竜たちは巧妙な扮装によって人間にまぎれて社会生活を送っていた。
  - 探偵事務所の共同経営者アーニーが不審な事故で死に、ショックでどん底にまで落ちこんだ私立探偵ルビオは、ハーブ中毒（人間でいうところのアルコール依存症や麻薬中毒）に苦しみながらもクラブ炎上事件の調査を開始する。最初は簡単な保険金詐欺かと思われた事件はやがて意外な様相を見せ始める。
- 鉤爪プレイバック Casual Rex (2001)
  - 日本語訳：酒井昭伸 訳、ソニー・マガジンズ（ヴィレッジブックス）、2003年、ISBN 978-4-86332-671-2
  - 『さらば、愛しき鉤爪』の前日譚。ルビオとアーニーはアーニーの元妻からの依頼でカルト宗教団体「祖竜教会」への潜入調査を試みる。
- 鉤爪の収穫 Hot and Sweaty Rex (2004)
  - 日本語訳：酒井昭伸 訳、ソニー・マガジンズ（ヴィレッジブックス）、2005年、ISBN 978-4-86332-789-4
  - マフィアのボスからの依頼でマイアミに赴くハメになったルビオはそこで幼なじみと再会する。だが彼はなんと、依頼者と敵対するハドロサウルス・ギャングのボスになっていた!

### ノンシリーズ作品
- マッチスティック・メン Matchstick Men (2002)
  - 日本語訳：土屋晃 訳、ソニー・マガジンズ（ヴィレッジブックス）、2003年、ISBN 978-4-7897-2103-5
- カサンドラの紳士育成講座 Cassandra French's Finishing School For Boys (2004)
  - 日本語訳：土屋晃 訳、ヴィレッジブックス、2010年、ISBN 978-4-8633-2292-9
- レポメン The Repossession Mambo (2008)
  - 日本語訳：土屋晃 訳、新潮社（新潮文庫）、2009年、ISBN 978-4-10-217331-2
- The Materialist (Flash Fiction Online, 2008)